# St. Johannis (Schwanebeck)

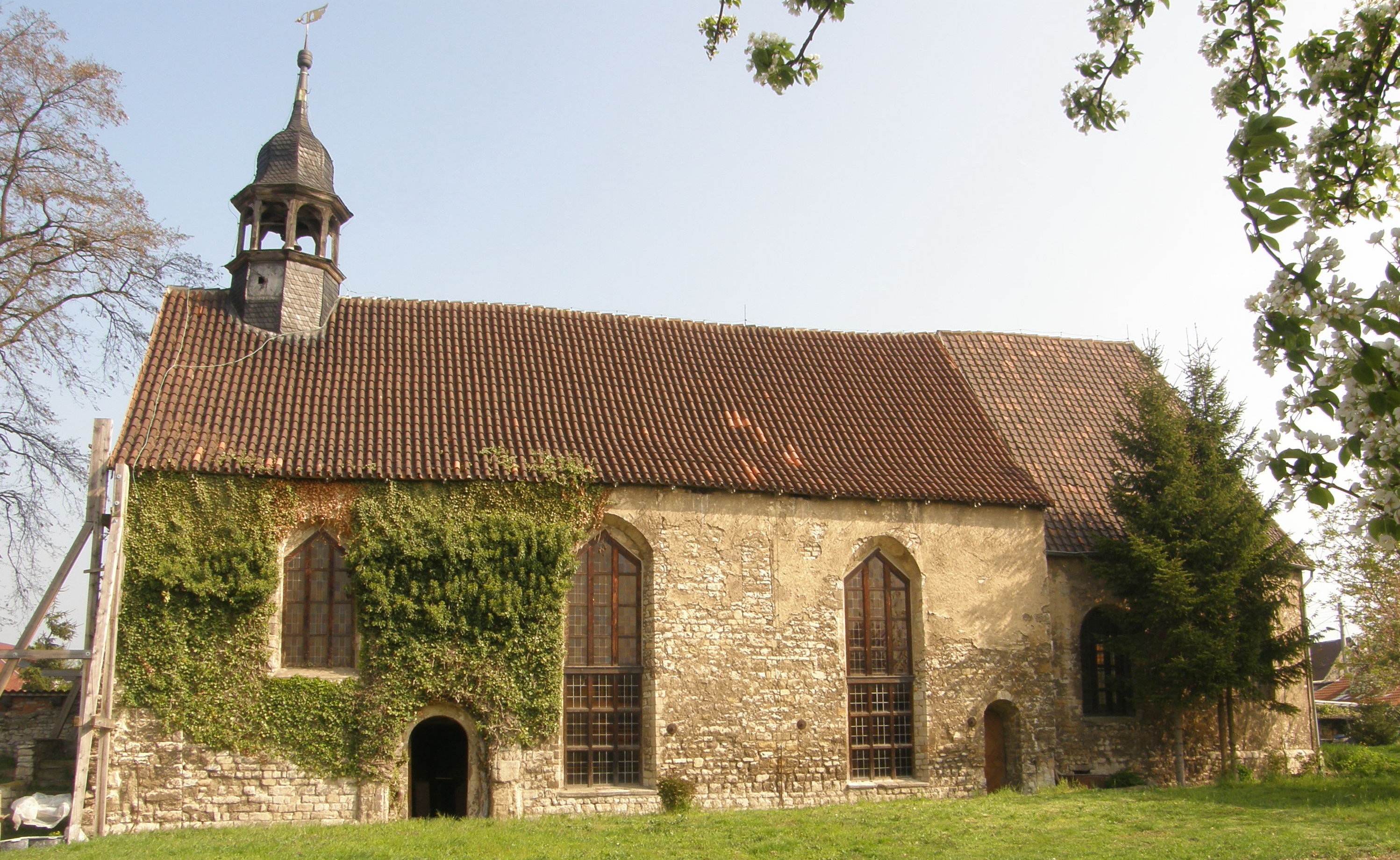
St. Johannis (Schwanebeck)

Die Kirche St. Johannis in Schwanebeck in Sachsen-Anhalt ist ein Kirchengebäude der Evangelischen Kirche in Mitteldeutschland.

## Geschichte
Die Johannis-Kirche ist die älteste Kirche Schwanebecks und wurde um 1150 im damaligen Dorf Schwanebeck errichtet. Der Grundherr des Dorfes, das bis 1830 als Büblingen neben der Stadt Schwanebeck existierte, war das Kloster Georgenberg bei Goslar.
Die Kirche wurde 1556 mit dem Einzug der Reformation evangelisch. Die Johanniskirche war die Nebenkirche im Verband von Stadt und Dorf Schwanebeck und diente jeweils dann als Hauptkirche, wenn die Sankt-Petri-Kirche nicht genutzt werden konnte.
1669 wurde die Kirche umgebaut. Der Turm wurde dabei entfernt und durch den bis heute vorhandenen Dachreiter ersetzt. Die Steine wurden im Zuge dieses Umbaus zum großen Teil für Stützmauern an der Nordseite der Kirche verwendet. Neben einer dreiseitigen Empore erhielt die Kirche im Osten eine Apsis.
Im Zuge des letzten Umbaus 1701 spendete Pfarrer Georg Müller den Altar, die Südseite der Kirche erhielt größere Fenster. Die Westmauer der Kirche neigt sich derzeit und müsste abgestützt werden.
Die Kirche besitzt keine Orgel. In den 1880er Jahren wurde ein durch Spenden finanziertes Harmonium aufgestellt. Regelmäßige Gottesdienste finden nicht statt, sie dient für Trauerfeiern, Hochzeiten oder Taufen.